# Chiesa di Surp Hagop
La Chiesa di Surp Hagop (in armeno Սուրբ Յակոբ Եկեղեցի?), nota anche come Chiesa di san Giacomo, è un piccolo edificio di culto della Chiesa apostolica armena, ubicato in via al-Iman, nell'antico quartiere siriaco di Aleppo.

## Storia
Il terreno ricevuto in donazione dal console generale italiano di Aleppo, Georgio Marcopolli fu benedetto il 3 giugno 1934, durante l'episcopato dell'arcivescovo Ardavazt Surmeyan. I lavori di costruzione iniziarono solamente nel 1940. Tre anni più tardi, la Chiesa fu consacrata al nome di Giacomo di Nisibi, padre spirituale di sant'Efrem.
Nel 1962, la chiesa subì importanti lavori di ampliamento, durante i quali non furono ancora realizzati la cupola e il campanile. Nel 1988-1989 fu di nuovo ristrutturata dalla diocesi armena di Beroea.

## Galleria d'immagini

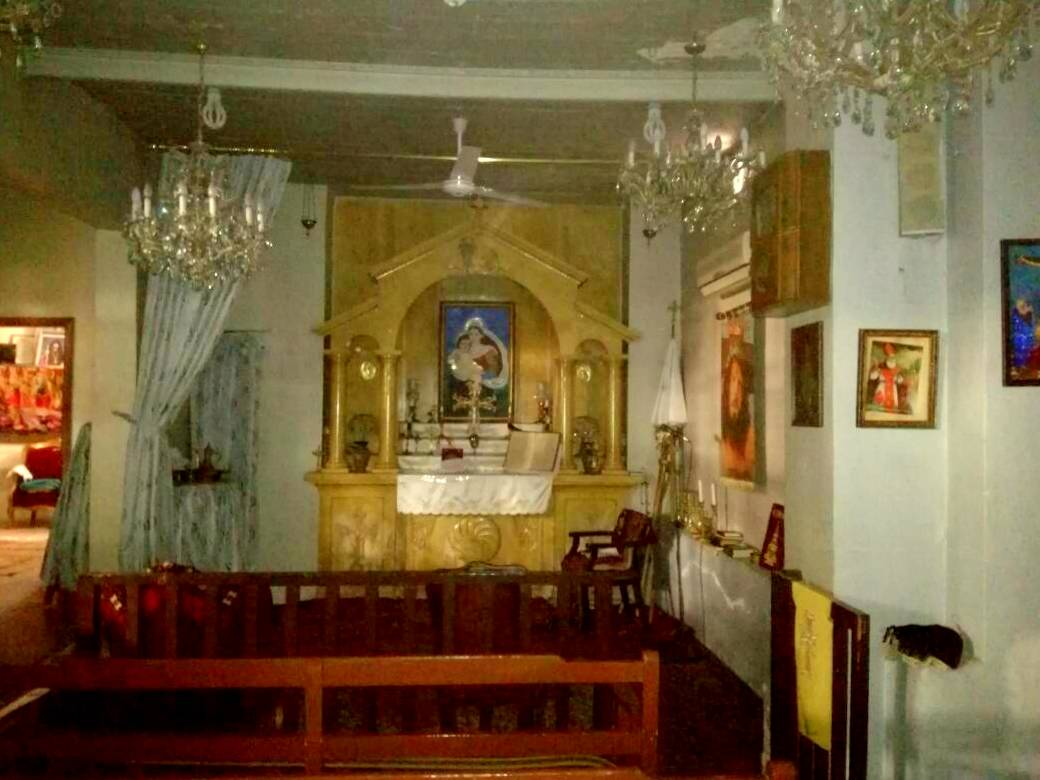
Altare principale
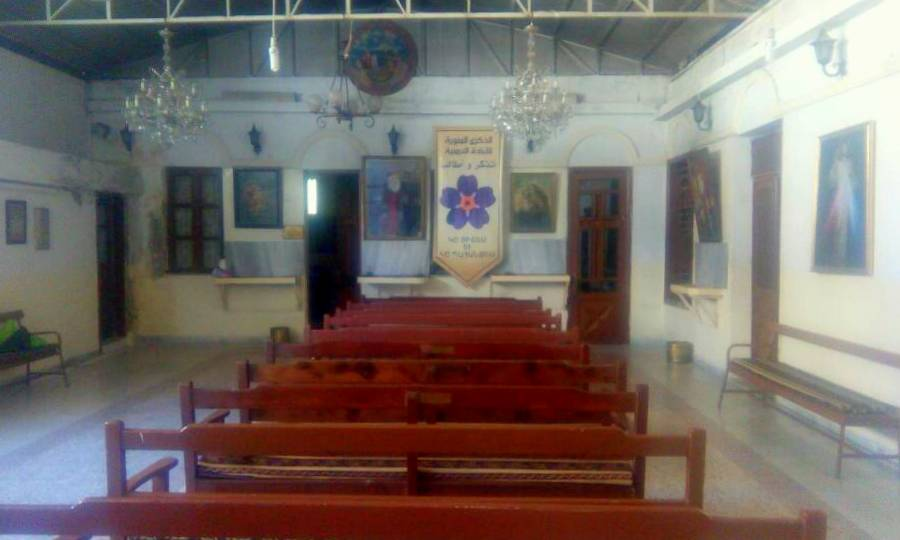
Interno del tempio, aprile 2017